# Break the Records -by you & for you-
Break the Records -by you & for you- es el cuarto álbum de estudio de la boy band KAT-TUN que fue lanzado el 29 de abril de 2009 en Japón por J-One Records. El álbum fue lanzado en dos ediciones, una edición limitada con un folleto de 36 páginas con fotos incluidas y una edición regular que incluye el bonus track "Moon".

## Lista de pistas
1. "Don't U Ever Stop" (SPIN, JOKER, Shusui, Fredrik Hult, Carl Utbult, Yukihide "YT" Takiyama)
2. "Sadistic Love" (MASANCO, JOKER, Steven Lee, EIGO)
3. "Rescue" (ECO, JOKER, Shusui, Tord Bäckström, Bengt Girell, Jan Nilsson, Stefan Åberg, ha-j)
4. "Water Dance" (MASANCO, JOKER, M.Y, Yūichi Hamamatsu)
5. "One Drop" (SPIN, JOKER, t-oga, M.U.R., ha-j)
6. "White World"1 (Katsuhiko Sugiyama)
7. "Care"2 (Jin Akanishi, Kazunari Ohno, Noriyoshi Matsushita)
8. "1582"3 (n, M.Y., Yūichi Hamamatsu)
9. "Pierrot"4 (JOKER, ATSUSHI)
10. "Hana no Mau Michi (花の舞う街?)"5 (Tatsuya Ueda, kao)
11. "Wind"6 (Junnosuke Taguchi, Gin Kitagawa)
12. "Kimi Michi (君道?)" (mugen, Hidenori Tanaka, Kōsuke Noma)
13. "Shunkanshūtō (春夏秋冬?)" (ECO, JOKER, Kōji Makino, Kaoru Okubo)
14. "White X'mas (Album Version)" (ECO, JOKER, NAO, ha-j)
15. "Neiro" (SPIN, Ryōsuke Shigenaga, Yoshinao Mikami)
16. "Moon"7 (ECO, MASANCO, Jovette Rivera, Joey Carbone, Yukihide "YT" Takiyama)

1 2 3 4 5 6 Yūichi Nakamaru, Jin Akanishi, Kazuya Kamenashi, Kōki Tanaka, Tatsuya Ueda y Junnosuke Taguchi pistas en solitario, respectivamente.
7Solo Edición Regular.